# 溪南镇 (漳平市)
溪南镇，是中华人民共和国福建省龙岩市漳平市下辖的一个乡镇级行政单位。

## 行政区划
溪南镇下辖以下地区：
南洲社区、溪南村、下河村、下林村、久鸣村、东湖村、大山村、郎车村、官坑村、长荣村、南柄村、上坂村、金菊村、吾老村、前坪村、小潭村、官林盂村和宝山林果场。